# Кургани Сигета
У северном Банату је према сведочењу историјских докумената и старих мапа некада било много кургана, који су данас већим делом уништени. Као доказ овдашњег присуства номада са истока који су градили ове гробнице данас још стоји 7 или 8 кургана и широј околини Сигета у правцу Кнежевца. Већина се налази по рубовима бившег меандра Тисе, док две ниске хумке које се налазе усред пустаре можда су из новијег, Сарматског периода (сармати су код нас прешли на градњу нижих хумки). Све хумке су веома ниске, спљоштеног облика, чак и оних неколико које нису преоране, а вегетациони покривач на њима показује да нису никада диране. Ипак, на једној од њих је висинска кота од камена из доба Аустроугарске.

## Опис подручја
Сигет је велико степско подручје на око 4000 хектара у тромеђу Српског Крстура, Сигета и Банатског Аранђелова. Из погледа кургана подручје је интересантно јер теренске одлике претпостављају две епохе настањења курганских народа. Ранија епоха могла је бити у периоду када је подручје било поплављено. Само име насеља Сигет у преводу са мађарског језика значи острво. И старе мапе из Аустријског административног периода показују да је ово подручје стално или у већем делу године било под водом, а у времену пре уређења Тисе (19. век) ободи меандара који су у Тису водили гравитационе сливове са Карпата издизали су се у виду спрудова.
Данас је подручје мозаично, испресецано мноштвом хаотично повучених канала којима се покушава одвести сувишна вода овог ниског подручја – просечна надморска висина је 77–81 m, најнижа тачка је на 76,3, а највиша на једној од хумки, 83,1 m.
На овом месту је недвосмислено у праисторијско време текла Тиса, пошто је и дан данас слатина испресецана остацима меандара који су за влажна периода потпуно непроходни – дубина воде може износити и до 1 метар.
на ободу дела "Врбовити Сигет" разазнаје се обала задњег меандра Тисе, а велика долина широка и до 500 m је некадашње корито, које је и данас пуно воде и трске. Сама слатина такође је препуна доља, у виду дугачких бара са сланом водом и јединственим живим светом. Овај предео образован је пре много векова, када се вода постепено повлачила ка Тиси, а за собом оставила прво мочварно, а затим све сувље станиште. На простору се налази неколико ниских кургана, од којих су само два сачувана у првобитном стању. Од њих мањи има димензије 16x15 m, а већи 32x25 m. Остали кургани који се налазе на рубовима нешто су већи, али су у веома лошем стању, једва се разазнају. Камара хумка је некада могла имати промер од 50 m, док је Хајдучки сигет највиши део који је вероватно увек био на сувом.
Интересантно је напоменути да се за лепа времена одавде беспрекорно види Сегедин.

## Заштита
Велик део атара у Сигету је слатински пашњак, који се још увек користи за традиционално пашарење, што је јединствено У Војводини. Ово спада не само међу задња пашњачка подручја Баната, већ и целе Панонске Низије. Као такво, ужива заштиту државе, као део резервата СРП Пашњаци велике дропље. Сама дропља одавде је изумрла, али на овом подручју гнезди најређа птица Србије, орао крсташ. Успешно гнежђење било је недавно, први пут након деценију: један младунац је узрастао и излетео упркос узнемиравању, кошењу машинама око гнезда, проласку трактора и радних машина, чему се орнитолози веома чуде, јер је птица осетљива на узнемиравање. На рубовима резервата такође се гнезди и пар белорепана. Људи, нарочито мештани би требало да имају више разумевања за заштиту природе, пошто се ради о задњим таквим пределима у Србији које одговарају за опстанак овако ретких врста.

## Галерија
- Највиша тачка Великог Сигета је узвишење – тел
- Обод меандра Пра-Тисе
- Креативно-стилски урађена табла обележавања ловишта
- Ждралови надлећу курган меандра, Хајдучки Сигет
- Кургани се уништавају на многе начине. Овде је ископана жута земља за потребе мештана
- Изглед некадашњег меандра Тисе или њене притоке. Ова мртваја данас живи свој живот као мочвара са јединственим живим светом
- Преорани остаци кургана код Сигета, на обали старог меандра Тисе
- Један од мањих (можда Сарматских) кургана
- Уломци грнчарије у ораници који указују на некадашње присуство људи
- Два кургана већ је нестало у бестрага. На њиховом месту налази се само ораница и нешто жуте земље са керамичким остацима
- Јасно се види жута земља која је доспела на површину, и која указује на резултат људске делатности
- На улазу у село
- До сваког места није лако доћи: забран пољопривредног газдинства